# Snabbschack
Ett snabbschackparti är ett parti där antingen alla dragen måste göras på en bestämd tid på mer än tio minuter men mindre än 60 minuter för vardera spelaren, eller där den tilldelade tiden plus 60 gånger varje tillägg är mer än tio minuter men mindre än 60 minuter. Innan 1 juli 2014 var den lägre tidsgränsen femton minuter.
Till skillnad från långpartier, behöver inte schackprotokoll föras av spelarna i snabbschack.
Snabbschackpartier skiljer sig en del från långpartier. Eftersom spelarnas tid är mycket begränsad, hinner spelarna vanligtvis inte räkna ut slutskedet av en följd av drag, och måste därför "spela på känsla". I Sverige är snabbschackturneringar mycket vanliga.